# Бусето
Бусѐто (на италиански: Busseto, на местен диалект Büssé, Бюсе) е градче и община в северна Италия, провинция Парма, регион Емилия-Романя. Разположено е на 40 m надморска височина. Населението на общината е 7052 души (към 2010 г.).
В общинската територия се намира село Ронколе Верди (Roncole Verdi), където на 10 октомври 1813 г. (тогава само Ронколе, в територията на Френската империя) е роден италианският композитор Джузепе Верди.